# سيوداديلا
سيوداديلا (بالإسبانية: Ciudadela)‏ هي منطقة سكنية تقع في الأرجنتين في Tres de Febrero Partido. يقدر عدد سكانها بـ 73,155 نسمة وترتفع عن سطح البحر 23 متر.

## أعلام
- كارميلو سيميون
- فرناندو غاغو
- أليخاندرو مانكوسو
- خوان خوسيه لوبيز
- موريس غيفورد